# 鈄
鈄（とう）は、漢姓のひとつ。『百家姓』の246番目にあげられている。
現在も存在するが、珍しい姓であり、読み方を知っている人は少ない。
『通志』氏族略は、五代十国の後漢の処州（現在の浙江省）刺史であった鈄滔という人物をあげる。

## 著名な人物
なし。